# Xenomorellia holti
Xenomorellia holti är en tvåvingeart som beskrevs av Malloch 1923. Xenomorellia holti ingår i släktet Xenomorellia och familjen husflugor. Inga underarter finns listade i Catalogue of Life.